# ماهوترا ۶۶۹۸
سیارک ۶۶۹۸ (به انگلیسی: 6698 Malhotra، نامگذاری:1987SL1) شش هزار و ششصد و نود و هشتمین سیارک کشف شده‌است که در ۲۱ سپتامبر ۱۹۸۷ کشف شد.
قدر مطلق سیارک برابر ۱۳٫۶۰ است.